# Benjamin B
Benjamin B is een Nederlandse rockband opgericht in 1994 in Winschoten. In 1995 bracht de band haar titelloze debuutalbum in eigen beheer uit als cassettebandje. In 2020 werd het debuutalbum opnieuw uitgebracht op vinyl en cd via Excelsior Records.De band bracht haar laatste plaat Tired of the Moon uit op Living Room Records.  Benjamin B ging in 2005 uit elkaar.

## Biografie
In 1994 stopt zanger-gitarist Fiebo Scholtens met zijn rechtenstudie. Hij besluit om samen met Barbara Lampe en Michel Weber een band op te richten. Het drietal kiest de naam Benjamin B.
In het volgende jaar neemt de band deel aan diverse band competities. Benjamin B wint de Pop=Prima Award en haalt de finale van de Grote Prijs in 1995. Daarnaast wordt de eerste demo van de band ‘demo of the year’ in Music Maker en ontvangt een lovende recensie in Fret magazine.
In 1996 vertalen deze successen zich in een platencontract met Excelsior Recordings. De band brengt in de herfst van dat jaar het minialbum Cherry Blossom uit. Het album bevat vier eigen nummers en een Gershwin-cover. De band brengt haar eerste volledige album The Comfort of Replay uit in het volgende jaar. Het album wordt positief ontvangen door de pers en ontvangt diverse lovende recensies.
In januari van 1998 speelt de band op het Noorderslagfestival. Barbara B. verlaat de band in mei en wordt vervangen door Vincent van Vondel (of Vincent B.). Verder treedt ook pianist/gitarist Nico B. toe, waardoor Benjamin B. een kwartet wordt.
De tweede plaat Instant Art wordt uitgebracht in 1999. Het album is een ware studioplaat – de nummers kregen pas hun uiteindelijke vorm tijdens de opnamesessies. Deze aanpak werpt zijn vruchten af, de pers is unaniem enthousiast. Het publiek was minder toereikend; Instant Art wordt niet de doorbraak waar de band op hoopte.
Na een onderbreking van ongeveer een jaar keert Benjamin B terug op het podium, begin januari 2001 speelt de band op Eurosonic. In deze periode begint de band ook met het schrijven van een nieuw album. Tevens begint Benjamin B. met het uitbrengen van maandelijkse covers op haar website. Het eerste nummer dat wordt uitgebracht is Boys Don't Cry van The Cure. Ook volgt een poppy-versie van 2 minuten van Kraftwerks Autobahn.
Pas in 2003 vangen de opnamesessies voor het nieuwe album aan. De band heeft de productie van de cd zelf verzorgd en verneemt dat Excelsior Recordings het album niet in de huidige vorm wil uitbrengen. Het label biedt de band de kans om het album opnieuw op te nemen, maar dan met een betere geluidskwaliteit. Na een periode van beraad besluit de band het album zoals het is te behouden.
In Living Room Records vindt de band een nieuwe partner. Bij dit label wordt het album Tired of the Moon uitgebracht in de herfst van 2004. Voormalig bandlid Barbara B. speelt mee in het nummer Drive.
Na het uitbrengen van "Tired of the Moon" gaat de band optreden en is deze op het podium uitgebreid met twee extra muzikanten, namelijk: Eddy Scholtens (gitaar, toetsen), en René Asschert (drums).
In 2005 draagt het nummer Yolk bij aan de compilatie Schaamte en Woede. De opbrengst van dit liefdadigheidsalbum gaat naar Werkgroep Vluchtelingen Vrij in Groningen.

## Bezetting

### Huidige bandleden
- Fiebo Scholtens – zang, gitaar, piano
- René Asschert - drums
- Nico Langeland – gitaar, zang
- Vincent Van Vondel – bas, zang

### Voormalige bandleden
- Barbara Lampe – bas, zang
- Michel Weber - drums, zang
- Okkie Bult - gitaar, zang

## Discografie
- 1995 - Benjamin B (cassette, rerereased op vinyl)
- 1996 - Cherry Blossom (minialbum)
- 1997 - The Gap
- 1997 - The Comfort of Replay
- 1998 - Forever Careless (cd-single)
- 1999 - Another Rise (cd-single)
- 1999 - Instant Art
- 2004 - Tired of the Moon

## Overig
- 2000 - Time in a bottle op de cd Blik op de Tijd is muziek uit Grolsch-reclame (een uitgave van Universal Music BV in opdracht van Grolsch Brouwerijen)